# Prosauròpodes
Els prosauròpodes (Prosauropoda, 'anterior als sauròpodes') constitueixen un infraordre de dinosaures al qual pertanyen els sauropodomorfs més primitius, que visqueren a finals del període Triàsic i a principis del Juràssic.
Eren petits en comparació amb els sauròpodes, la seva mida no sobrepassava els 15 metres de longitud i el seu pes no arribava a un parell de tones. Tenien habilitats singulars com caminar a dues i quatre potes; la seva morfologia òssia és fàcil de diferenciar de la dels sauròpodes com Brachiosaurus o Apatosaurus.
Vivien generalment en pantans i boscos però tot i així s'adaptaven a terres àrides i infèrtils. La seva distribució pel continent Pangea fou molt reduïda fins al Juràssic, moment en què aquesta massa terrestre es dividí en Lauràsia i Gondwana i aquests rèptils evolucionaren cap a moltes formes.

## Classificació
Després de Yates (2003) i Galton (2001).
- Subordre Sauropodomorpha
  -  ?Azendohsaurus
  - Saturnalia
  - Thecodontosaurus
  - Efraasia
  - Panphagia
  - Infraordre PROSAUROPODA
    -  ?Yimenosaurus
    -  ?Mussaurus
    - Família Riojasauridae
      - Eucnemesaurus
      - Riojasaurus

    - Plateosauria
      - Família Plateosauridae
        - Plateosaurus
        - Sellosaurus
        - Unaysaurus?

      - Família Massospondylidae
        - Coloradisaurus
        - Lufengosaurus
        - Massospondylus
        - Yunnanosaurus
        - Jingshanosaurus
        - Adeopapposaurus (assignada per Martínez el 2009)